# Kruunuvuorenselkä
Kruunuvuorenselkä est une étendue marine d’une longueur d’environ 5 km et d’une largeur de 2 à 3 km à l’est du centre ville d'Helsinki. 

## Présentation
Kruunuvuorenselkä est bordée au sud par les îles de Suomenlinna et Vallisaari, à l'est par Laajasalo et Santahamina et au nord par Kulosaari.
Les baies de Kruunuvuorenselkä sont le port du sud et le port du nord, qui sonr reliés par le canal de Katajanokka. 
À l'ouest du port nord se trouve un détroit menant à Töölönlahti. Le détroit est traversé par le pont de Hakaniemi et le pont Pitkäsilta, ainsi que par le talus de la voie ferrée à l'embouchure de la baie de Töölönlahti.
Korkeasaari et Mustikkamaa sont situées dans la partie nord de Kruunuvuorenselkä. 
À leur côté ouest, une voie navigable mène à la baie de la vieille ville, où s'écoule le fleuve Vantaanjoki.

## Étymologie
Kruunuvuorenselkä tire son nom du rocher appelé Kruunuvuori à Laajasalo.
Une nouvelle zone résidentielle nommée Kruunuvuorenranta y est en construction, et de grands ponts enjambant la Kruunuvuorenselkä, appelés  ponts de la Couronne, ont été conçus pour assurer le trafic de tramways vers le centre-ville. 
En août 2016, le conseil municipal d'Helsinki a approuvé la construction de ces ponts de la Couronne.